# Bryce Moon
Bryce Daren Moon (ur. 6 kwietnia 1986 w Pietermaritzburgu) – południowoafrykański piłkarz występujący na pozycji prawego obrońcy. Obecnie gra w Golden Arrows, do którego jest wypożyczony z Panathinaikosu.

## Kariera klubowa
Bryce Moon zawodową karierę rozpoczynał w 2004 roku w klubie z Irlandii Północnej – Coleraine. W sezonie 2004/2005 rozegrał 32 mecze i strzelił 5 bramek w Irish Premier League, a jego zespół zajął w ligowej tabeli 6. lokatę. Latem Moon odszedł do południowoafrykańskiego Ajaksu Kapsztad, gdzie od razu wywalczył sobie miejsce w podstawowej jedenastce. Stworzył linię obrony wspólnie z Brettem Evansem, Georgiem Mofokengiem oraz Cyrillem Mubialą. W sezonie 2007/2008 piłkarz sięgnął po tytuł wicemistrza kraju.
Po zakończeniu rozgrywek Moon podpisał kontrakt z greckim Panathinaikosem. W Alpha Ethniki zadebiutował 31 sierpnia 2008 roku w przegranym 1:2 meczu z AEK-iem Ateny. 16 września po raz pierwszy wystąpił natomiast w rozgrywkach Ligi Mistrzów, a Panathinaikos przegrał na własnym stadionie z Interem Mediolan 0:2. Przez cały sezon 2008/2009 południowoafrykański gracz zanotował tylko 6 występów w lidze, w tym 4 w podstawowym składzie. Na sezon 2009/2010 Moon został wypożyczony do PAOK–u Saloniki, jednak tam również został rezerwowym. Rozegrał w Grecji sześćligowych spotkań, po czym wypożyczono go do Golden Arrows.

## Kariera reprezentacyjna
W reprezentacji Republiki Południowej Afryki Moon zadebiutował 20 listopada 2007 roku. Pierwszą bramkę w zespole narodowym strzelił 16 stycznia 2008 roku w wygranym 2:1 towarzyskim meczu przeciwko Botswanie. W tym samym roku Carlos Alberto Parreira powołał go do 23–osobowej kadry na Puchar Narodów Afryki 2008. Reprezentacja RPA zajęła ostatnie miejsce w swojej grupie i odpadła z turnieju. Sam Moon był podstawowym graczem drużyny i zagrał we wszystkich 3 spotkaniach w pełnym wymiarze czasowym. Następnie południowoafrykański piłkarz razem z ekipą „Bafana Bafana” jako gospodarz automatycznie awansował do Mistrzostw Świata 2010. W 2009 roku Moon wystąpił tylko w 1 spotkaniu drużyny narodowej.